# Giuseppe Ghezzi

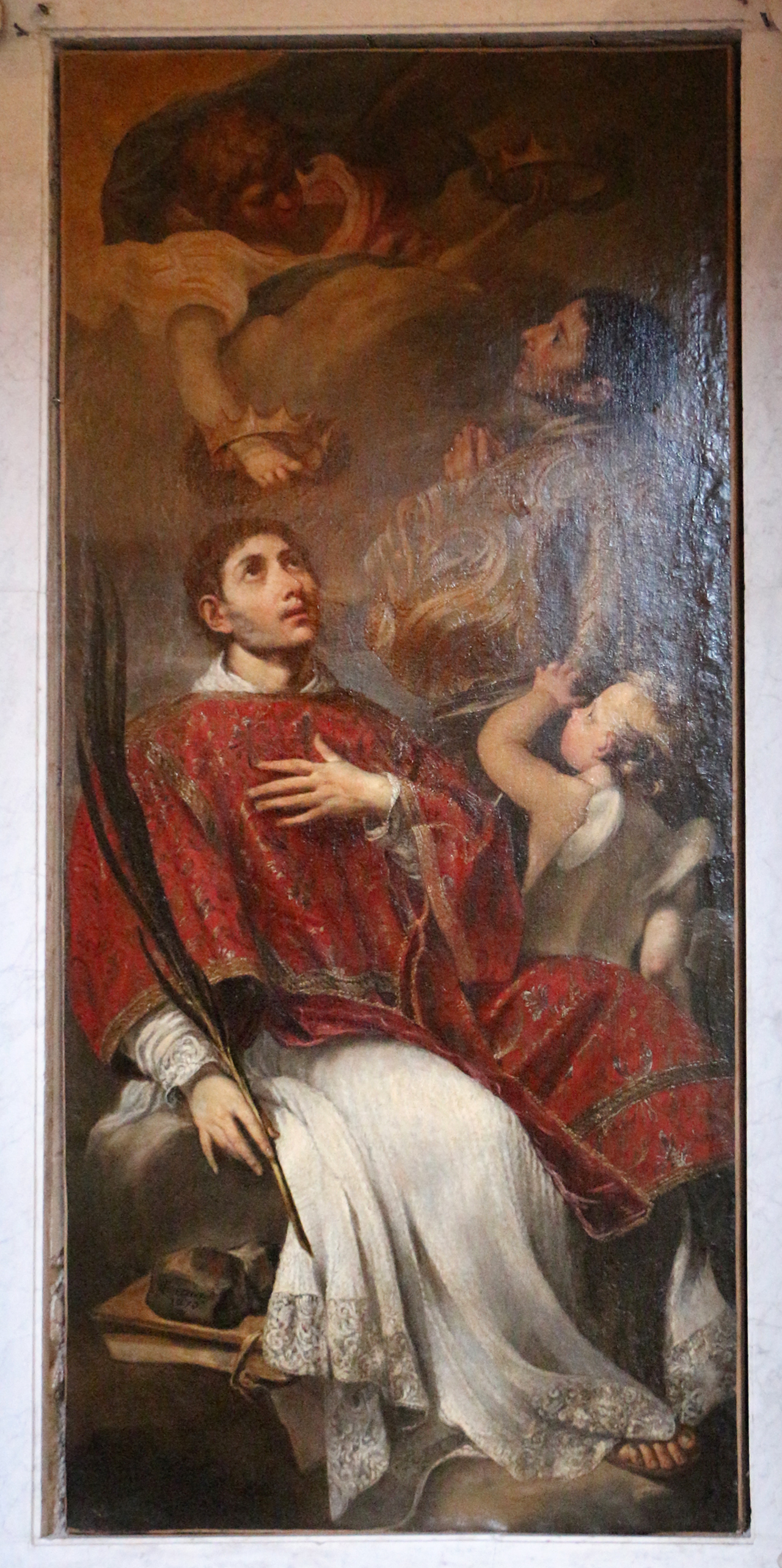
Heiligen Stefan und Lorenz, Santa Cecilia, Rom

Giuseppe Ghezzi (* 6. November 1634 in Comunanza bei Ascoli Piceno; † 10. November 1721 in Rom) war ein italienischer Maler und Kopist, der während des Barock hauptsächlich in Rom tätig war.

## Biografie
Er war der Sohn und Schüler des Malers Sebastiano Ghezzi und wurde in Comunanza, in der Provinz Ascoli Piceno, geboren. Sebastiano starb, als Giuseppe erst elf Jahre alt war und er wurde nach Fermo geschickt, um Philosophie zu studieren, nahm aber auch Malunterricht bei Lorenzino da Fermo. Dann zog er nach Rom, wo er die Malerei über das Jurastudium stellte. Er malte in vielen römischen Kirchen.
Er malte im Stil von Pietro da Cortona und war der erste Sekretär in perpetuity der Accademia di San Luca in Rom. Er war der Vater von Pier Leone Ghezzi und Mentor von Pietro de’ Pietri (1634–1721).
Am 10. Dezember 1676 lieh er sich eine Reihe von privaten Werken venezianischer Meister aus und stellte sie im Kreuzgang von San Salvatore in Rom aus. Er veröffentlichte ein Buch mit gesammelten Gedichten über Kunst, das einen akademischen Wettbewerb beschreibt. Ghezzi starb 1721 in Rom.